# 海軍 (映画)
『海軍』（かいぐん）は、日本映画。1943年（昭和18年）に松竹、1963年（昭和38年）に東映で、それぞれ製作された。ここでは双方について記述する。

## 概要
原作は岩田豊雄の『海軍』。
主人公・谷真人のモデルとなった横山正治は、真珠湾攻撃で九軍神の一人となった海軍少佐である。横山は鹿児島県鹿児島市下荒田出身で実家は劇中で描かれているとおり、米穀商を営んでいた。八幡尋常小学校卒業後、旧制鹿児島県立第二鹿児島中学校（二中）へ入学。軍国主義華やかなりし世相を反映し、二中に陸海軍関係学校志望者を集めた「軍人組」が編成され、その組に入る。中学校在学中は成績優秀で常に学年5番以内、クラスの副級長を5年間務めた。横山は生前の中尉から二階級特進した。もう一人の主人公・牟田口隆夫は、横山の親友3名の人物像を掛け合わせ、造形されている。
実際に戦時中の松竹及び戦後の東映双方の作品で、鹿児島市と江田島にて長期のロケーション撮影がされた。モデルとなった横山の出身校・二中の後身校である県立甲南高校でも、当時の在校生や在籍教諭がエキストラで出演している。劇中に登場するドームのある二中校舎は健在で、後身校の甲南高校がそのまま使用している。劇中では史実のままに「鹿児島県立第二鹿児島中学校」の校名板が正門に掲げられた。他に鹿児島市内では天保山一帯、多賀山公園の東郷平八郎墓地などで撮影が行われたが、特に東映の鹿児島ロケでは北大路欣也・三田佳子・千葉真一が訪れたということで、1963年8月4日付の地元紙『南日本新聞』では特集記事が組まれた。

## 松竹製作（1943年）
海軍報道部の企画による大東亜戦争2周年記念映画。海軍省後援、情報局国民映画、フィルム全15巻（3,605m）、白黒。松竹太秦撮影所で撮影されている。VTR方式で市販された。大東亜戦争の真珠湾作戦で潜水艇攻撃に参画し、戦死した谷真人の人生を、国家観、家族観、友情、恩師の教えを絡めて描く。

### キャスト（松竹）
主人公
- 山内明 - 谷真人
- 志村久 - 牟田口隆夫

真人の家族
- 滝花久子 - 母・ワカ
- 長尾敏之助 - 兄・四ノ吉
- 風見章子 - 姉・マツエ

隆夫の家族
- 小沢栄太郎 - 父
- 近松里子 - 母
- 青山和子 - 妹・エダ

その他、主人公2人を取り巻く人々
- 東野英治郎 - 中学の担任・緒方先生
- 笠智衆 - 配属将校・菊池少佐
- 寺田晴彦 - 真人の同級生・小森
- 小杉勇 - 飛田中佐
- 水戸光子 - 飛田中佐夫人
- 嵐寛童 - 東郷仲五郎
- 島田照夫 - 東郷壮九郎
- 梅村蓉子 - 壮九郎の母堂・益子

### スタッフ（松竹）
- 企画 - 海軍省報道部
- 原作 - 岩田豊雄
- 脚本 - 澤村勉・田坂具隆
- 撮影 - 伊佐山三郎
- 音楽 - 内田元
- 特殊撮影 - 鹿島正雄
- 特撮効果 - 茶谷茂
- 装置 - 六郷俊
- 特殊装置 - 天木庄八 中川盛一
- 背景 - 伊藤栄晤
- 美術考証 - 吉田謙吉、柴田篤二
- 美術工作 - 浅野孟府
- 特撮監督 - 市川哲夫
- 監督 - 田坂具隆
- 製作 - 松竹太秦撮影所

### フィルムの発見
松竹太秦撮影所で製作されたが東京本社の倉庫に保管されていたため、太秦撮影所火災の際に焼失を免れた。本フィルムは戦後すぐGHQによって没収され、長らくその存在が不明であった。後年発見されるものの、GHQの手により終盤の潜航艇による突撃場面の特撮部分はカットされ現存しない。それでも今や面影無き戦災焼失以前の鹿児島市内各地の風景や、当時の風俗や思想を知るという意味において貴重な映像の記録である。
1976年（昭和51年）、二中・鹿児島県立第二高等女学校・甲南高校の三校同窓会が創立70周年記念事業の一環で、松竹映画から、残存した二本のフィルムより新たに16ミリ及び35ミリフィルムにリプリントしたものを購入、現在、二中同窓会が保管・所有している。

## 東映製作（1963年）
配役はもともと千葉真一が谷真人、北大路欣也が牟田口隆夫でクランクインするはずだったが、北大路は千葉の配役と交換を要求した。北大路は戦前からの大スターで東映の役員も兼務していた市川右太衛門の御曹司である。そのため東映は北大路の意向に逆らえず、現代劇主演第一作として要望を聞き入れた。のちに北大路は『仁義なき戦い 広島死闘篇』で、再び千葉と配役の入れ替えを東映幹部にさせるが、その出来事を深作欣二は本作の配役交換と併せて説明している。
ロケを除き、東映東京撮影所で製作が進められた。白黒・シネマスコープ。後にDVD方式で販売されている。

### あらすじ（東映）
谷真人と牟田口隆夫は幼馴染・親友である。隆夫は軍人になる夢を抱いており、士官学校を目指していた。真人も隆夫に感化され、士官学校入学を志す。そんな真人に隆夫の妹・エダは、密かに思いを寄せていた。ところが隆夫は身体検査で視力に問題があると判明し、真人のみが入学。隆夫は失意に埋もれ、やがて故郷・鹿児島県を離れる。時が経ち、真人は軍人となり、東京で隆夫と再会する。隆夫は絵を描くという新たな才能を見出し、画家を目指していた。隆夫は下宿に真人を招き、久しぶりの再会に話が弾む。世相はいよいよ戦争が始まると不穏な匂いがたちこめていたので、やがて真人と隆夫は戦地へ赴く恐怖を語り合うようになる。そして真人は出陣することとなり、隆夫やエダとの別れが刻々と迫っていた。

### キャスト（東映）
主人公
- 北大路欣也 - 谷真人
- 千葉真一 - 牟田口隆夫

真人の家族
- 石島房太郎 - 父・真吉
- 杉村春子 - 母・ワカ
- 相馬剛三 - 長兄・真蔵
- 大木史朗 - 次兄・真一郎
- 田川恒夫 - 三兄・真二郎
- 山浦栄 - 四兄・四ノ吉
- 都健二 - 五兄・谷太郎
- 谷本小代子 - 長姉・ハル
- 田中恵美子 - 次姉・ミツ
- 水上竜子 - 妹・キタ
- 田沼瑠美子 - 妹・マツエ
- 高井利枝 - 妹・カヨ

隆夫の家族
- 加藤嘉 - 父
- 荒木道子 - 母
- 三田佳子 - 妹・エダ

その他、主人公2人を取り巻く人々
- 東野英治郎 - 画伯・市来徳次郎（隆夫の絵の師匠）
- 桧有子 - 徳次郎の妻
- 北原しげみ - 江波ミドリ（隆夫の恋人）
- 加藤武 - 下畑兵曹（真人の部下）
- 山本みどり - 下畑の妻・芳江
- 成瀬昌彦 - 鶴原
- 永島明 - 菊地少佐（配属将校）
- 萩原満 - 大島先生（中学時代の教師）
- 三宅一 - 緒方先生（中学時代の教師）
- 江原真二郎 - 兵学校の当直教官
- 南道郎 - 分隊幹事S少佐
- 桐島好夫 - 岡山少尉（真人の同僚）
- 小林稔侍 - 加藤少尉（真人の同僚）
- 菅原壮男 - 中野少尉（真人の同僚）
- 増田順司 - 練習艦隊の教官
- 梅宮辰夫 - 指導官
- 亀石征一郎 - 小森（真人と隆夫の友人）
- 成田清 - 伊知地（真人と隆夫の友人）
- 風見章子 - 下宿の夫人
- 戸田春子 - 産婆
- 小林テル - ラジオアナウンサー

### スタッフ（東映）
- 企画 - 園田実彦、矢部恒
- 原作 - 岩田豊雄
- 脚本 - 新藤兼人
- 撮影 - 二口善乃
- 録音 - 広上益広
- 照明 - 原田政重
- 美術 - 北川弘
- 音楽 - 林光
- 編集 - 田中修
- 助監督 - 小西通雄
- 記録 - 山守勇
- 特撮 - 矢島信男
- 進行主任 - 武田英治
- 現像 - 東映化学工業株式会社
- 監督 - 村山新治

### 製作
本作は男の友情だけでなく、男女の愛も描いている。これはリメイクで新たな内容を翻案することにより、従来の中年層だけでなく、新たな客層を獲得するここと、東映は恋愛ものを苦手という印象を払拭する狙いがあると、岡田茂 (東映) は答えている。しかしモデル・横山正治は女性嫌いで、そんな横山にエダのような良家の娘と恋愛させることは、横山の本意ではないと親友の一人は回顧している。
撮影は『陸軍残虐物語』と入れ替わりで行われた。撮影所内で会った『陸軍残虐物語』に出演した中村賀津雄が、本作に出演する北大路に「毎日毎日リンチの連続で怖かったよ」と言ったら、北大路は「『海軍』は三田佳子さんとの純愛が主題なので楽ですよ」と胸を撫で下ろしたが、海軍軍人は日焼けしていなければならないため、北大路はドーランで真っ黒に塗られた。

### 興行
国内では『九ちゃん刀を抜いて』と併映された。北大路欣也主演の現代劇は本作も含め、赤字が続くこととなる。ギャランティにうるさい東映時代劇出身のプリンス・北大路は、同社現代劇のエース・高倉健と共に、大川博や岡田茂ら同社幹部を辟易させる時限爆弾的な存在であった。早稲田大学在学中の学生スターでもあった北大路は、まだ実績もないのに1965年3月には従来の出演料1本60万円から80万円の値上げを要求し、「東映を離れるのでは？！」と巷で囁かれている。